# Afromevesia ufipasilvae
Afromevesia ufipasilvae là một loài tò vò trong họ Ichneumonidae.